# Согндал Фотбал
Согндал Фотбал (на норвежки: Sogndal Fotball, кратка форма по името общината Согндал) е норвежки футболен клуб, базиран в град Согндалсфьора на община Согндал. Състезава се във второто ниво на норвежкия футбол Адеколиген. Играе мачовете си на стадион Фосхаугане Кампус.